# Jung-gu (Incheon)
Jung-gu es un distrito (gu) en la ciudad de Incheon, Corea del Sur. Este es uno de los ocho distritos en el que Incheon se divide administrativamente.
Jung-gu es también la parte histórica de Incheon. Fue fundada en 1883, cuando el puerto Jemulpo estaba abierta. La sala contiene varios monumentos del patrimonio histórico y cultural, como la catedral de Dap-dong, la Puerta Hongyemun, La Primera Iglesia Anglicana, y el Parque Jayu, que fue el primer parque de estilo moderno, construido en Corea.
Incheon es la puerta de entrada a la capital, Seúl. En los tiempos modernos el puerto de Incheon se convirtió en un puerto comercial, tiene en su centro, Jung-gu. Puerto de Incheon es verdaderamente un puerto internacional y el segundo mayor puerto comercial de Corea. Y Jung-gu tiene aeropuerto internacional más fino del mundo - Aeropuerto Internacional de Incheon.

## Divisiones administrativas de Jung-gu

- Sinpo-dong
- Yeonan-dong
- Bukseong-dong
- Sinheung-dong
- Yulmok-dong
- Dong Incheon-dong
- Yeongjong-dong
- Unseo-dong
- Yongyu-dong
- Songwol-dong
- Dowon-dong